# Taça de Portugal 1958/59
Die Taça de Portugal 1958/59 war die 19. Austragung des portugiesischen Pokalwettbewerbs. Er wurde vom portugiesischen Fußballverband ausgetragen. Das Finale fand am 19. Juli 1959 im Estádio Nacional von Oeiras statt. Pokalsieger wurde der Benfica Lissabon, der sich im Finale gegen den Titelverteidiger FC Porto durchsetzte.
Bis zum Halbfinale wurden alle Begegnungen in Hin- und Rückspiel ausgetragen. Bei Gleichstand in den beiden Spielen gab es ein Entscheidungsspiel.

## Teilnehmende Teams
| Primeira Divisão (12) | Segunda Divisão (12) | Distrikte (2)                                                          |
| --- | --- | ---------------------------------------------------------------------- |
| - Académica de Coimbra - Belenenses Lissabon - Benfica Lissabon - Sporting Braga - Caldas SC - SC Covilhã - Lusitano GC Évora - FC Porto - Sporting Lissabon - SC União Torreense - Vitória Guimarães - Vitória Setúbal | - Atlético CP - Almada AC - GD Chaves - Juventude Évora - Leixões SC - CD Montijo - UD Oliveirense - Clube Oriental de Lisboa - GD Peniche - Portimonense SC - FC Tirsense - SC Vila Real | - Marítimo Funchal (Madeira) - Ferroviário Lourenço Marques (Mosambik) |

## 1. Runde
Die Hinspiele fanden am 3. Mai 1959 statt, die Rückspiele am 10. Mai 1959.
|                          | Gesamt |                      | Hinspiel | Rückspiel |
| ------------------------ | ------ | -------------------- | -------- | --------- |
| GD Peniche               | 1:5    | Belenenses Lissabon  | 1:1      | 0:4       |
| Caldas SC                | 0:1    | FC Tirsense          | 0:0      | 0:1       |
| Clube Oriental de Lisboa | 2:7    | Atlético CP          | 2:2      | 0:5       |
| Lusitano GC Évora        | 3:1    | UD Oliveirense       | 6:1      | 2:1       |
| Juventude Évora          | 3:8    | Vitória Guimarães    | 1:1      | 2:7       |
| Portimonense SC          | 2:4    | Académica de Coimbra | 2:3      | 0:1       |
| SC Vila Real             | 5:1    | Almada AC            | 3:1      | 2:0       |
| SC União Torreense       | 5:3    | GD Chaves            | 2:2      | 3:1       |
| Sporting Lissabon        | 4:2    | Leixões SC           | 3:0      | 1:2       |
| SC Covilhã               | 2:4    | Benfica Lissabon     | 2:2      | 0:2       |
| Sporting Braga           | 9:4    | CD Montijo           | 7:3      | 2:1       |
| FC Porto                 | 4:2    | Vitória Setúbal      | 7:1      | 2:3       |

## Achtelfinale
Die Hinspiele fanden am 24. Mai 1959 statt, die Rückspiele am 28. Mai 1959.
|                      | Gesamt |                     | Hinspiel | Rückspiel |
| -------------------- | ------ | ------------------- | -------- | --------- |
| SC Vila Real         | 1:7    | FC Porto            | 0:1      | 1:6       |
| Benfica Lissabon     | 7:0    | FC Tirsense         | 4:0      | 3:0       |
| Sporting Braga       | 4:2    | Vitória Guimarães   | 4:0      | 0:2       |
| Académica de Coimbra | 3:4    | Sporting Lissabon   | 3:1      | 0:3       |
| SC União Torreense   | 2:3    | Lusitano GC Évora   | 1:2      | 1:1       |
| Atlético CP          | 2:8    | Belenenses Lissabon | 0:4      | 2:4       |

## Viertelfinale
Die Teams von Madeira und Mosambik stiegen in dieser Runde ein. Die Hinspiele fanden am 29. Juni, 1. und 2. Juli 1959 statt, die Rückspiele am 5. und 6. Juli 1959.
|                              | Gesamt |                  | Hinspiel | Rückspiel |
| ---------------------------- | ------ | ---------------- | -------- | --------- |
| Lusitano GC Évora            | 6:2    | Marítimo Funchal | 3:1      | 3:1       |
| Ferroviário Lourenço Marques | 00:16  | FC Porto         | 0:9      | 0:7       |
| Belenenses Lissabon          | 3:4    | Benfica Lissabon | 3:1      | 0:3       |
| Sporting Lissabon            | 9:3    | Sporting Braga   | 6:2      | 3:1       |

## Halbfinale
Die Hinspiele fanden am 8. Juli 1959 statt, die Rückspiele am 12. und 13. Juli 1959.
|                   | Gesamt |                  | Hinspiel | Rückspiel |
| ----------------- | ------ | ---------------- | -------- | --------- |
| Lusitano GC Évora | 01:10  | FC Porto         | 0:3      | 1:7       |
| Sporting Lissabon | 3:4    | Benfica Lissabon | 2:1      | 1:3       |

## Finale
| Paarung          | Benfica Lissabon – FC Porto |
| Ergebnis         | 1:0 (1:0) |
| Datum            | 19. Juli 1959 |
| Stadion          | Estádio Nacional, Oeiras |
| Schiedsrichter   | Décio de Freitas |
| Tore             | 1:0 Dominicano Cavém (1.) |
| Benfica Lissabon | José Bastos – Manuel Serra, Artur Santos , Mário João, José Neto, Francisco Palmeiro, Joaquim Santana, Alfredo Abrantes, Mário Coluna, Domiciano Cavém – José Águas Cheftrainer: José Valdivieso ( Argentinien)                    |
| FC Porto         | Acúrcio Carrelo – António Barbosa, Virgílio Mendes , Miguel Arcanjo – Luís Roberto, António Monteiro da Costa – Noé Castro, Fernando Perdigão, Hernâni Silva, Carlos Duarte, António Teixeira Cheftrainer: Béla Guttmann ( Ungarn) |
| Platzverweise    | Artur Santos (62.) – Carlos Duarte (62.) |